# 艾布尔 (奥地利)
艾布尔是奥地利施蒂利亚州德意志兰茨贝格县的一个市镇。总面积40.7平方公里，2001年总人口1,504人，人口密度37.0人/平方公里。